# 近衛大將
近衛大將，日本律令官制度下的令外官，官階通常為從三位，為常設下的最高級武官。是近衛府的長官，並無設置權官，定員為左右各1名，稱為左近衛大將、右近衛大將，又可以簡稱為「左大將」、「右大將」。其往往兼任馬寮御監一職。唐名稱之為「羽林大将軍」、「親衛大将軍」、「虎牙大将軍」、「幕府」、「幕下」、「柳營」等。
最初是在稱德天皇天平神護元年（765年）2月3日設立該官職的，且起初定員只有1人。最早的近衛大將為藤原蔵下麻呂（734-775）；最後一位右近衛大將是「維新十傑」之一、後來封為華族公爵的岩倉具視，而最後一位左近衛大將則是日本歷史上最後一位太政大臣、也是公爵的三條實美。至此，這個延續了1100餘年之久的官職也宣告了終結。

## 職能
統領近衛府，負責護衛天皇和警備皇居內部防禦的部門，在天皇行幸時近衛府的士兵也是做為親兵隨身侍奉天皇。最初兵力為400人，但在醍醐天皇延喜五年（905年）的延喜式改革後成為左右各300人，合計600人。而後到了平安時代中期（約968-1068）以降，隨著朝政逐漸變得禮儀化；近衛府官職被榮譽化，逐漸成為象徵身分地位的虛職榮銜；近衛府兵士被儀仗隊化。因為以上的原因，在六衛府（左右近衛府、左右兵衛府、左右衛門府）之中是最有身分地位的部門，而近衛大將尤是如此。

## 沿革
- 正三位→從四位上→從三位

稱德天皇天平神護元年（765年）2月3日最初設置該官職時，此時的官位相當於「正三位」，桓武天皇延曆十二年（793年）時將其降格為「從四位上」。而後沒多久在延曆十八年（799年）升敘為「從三位」。
在過去是由參議及以上的公卿兼任該職位，但在平安時代中期（約968-1068年）以後，由『左大臣至權大納言』的公卿來兼任該職位成為規定。因此近衛大將開始被視為比大納言更為重要的職位（但是也經常看到攝關家的嫡子常常會以權中納言的身分兼任近衛大將之職）。 而近衛大將有時也會同時兼任「馬寮御監」一職。

## 宣旨
- 近衛大将的辭令（宣旨）例子：「日光東照宮文書」
從二位行權大納言源朝臣家康
從二位行權大納言源朝臣敦通宣
奉　勅件人宜令兼任左近衞大將者
天正十五年十二月廿八日　掃部頭兼大外記造酒正中原朝臣師廉奉
- （訓讀文）
従二位行権大納言源朝臣家康
従二位行権大納言源朝臣敦通、宣る
勅を奉るに、件の人、宜しく左近衛大将を兼任せしむべし者
天正15年（1587年）12月28日　掃部頭兼大外記造酒正中原朝臣師廉、奉る
※ 從二位行權大納言源朝臣家康德川家康、從二位行權大納言源朝臣敦通久我敦通、掃部頭兼大外記造酒正中原朝臣師廉押小路師廉。

## 著名人物
- 廉義公關白、太政大臣藤原賴忠曾任左近衛大將，日本歷史上第一位征夷大將軍源頼朝就曾任右近衛大將、而德川幕府的三代將軍德川家光以後都會兼任右近衛大將一職。